# لیندن، هلند
لیندن (به هلندی: Lienden) یک منطقهٔ مسکونی در هلند است که در بورن واقع شده‌است. لیندن ۲٬۰۰۶ کیلومتر مربع مساحت و ۶٬۰۰۰ نفر جمعیت دارد.